# 서판교 나들목
서판교 나들목(W.Pangyo IC)은 경기도 성남시 분당구 운중동에 설치된 용인서울고속도로의 5번 교차로이다. 국가지원지방도 제57호선을 통해 안양시, 의왕시 및 판교신도시 등지로 진출할 수 있다.

## 연혁
- 2005년 5월 21일 : 나들목 신설을 위해 성남시 도시계획시설 교통광장에 운중동 일원을 고시[2]
- 2009년 7월 1일 : 용인서울고속도로 개통과 함께 통행 개시[3]

## 구조물 정보
- 위치: 경기도 성남시 분당구 운중동

## 접속하는 도로
- 국가지원지방도 제57호선 (안양판교로)